# Samuel Walker
Samuel John Walker (ur. 5 października 1883 w Birmingham, zm. 29 lutego 1960 tamże) – brytyjski gimnastyk, medalista olimpijski.
Uczestniczył w rywalizacji na V Letnich Igrzyskach olimpijskich rozgrywanych w Sztokholmie w 1912 roku, gdzie startował tam w jednej konkurencji gimnastycznej. W wieloboju drużynowym w systemie standardowym uzyskując z drużyną 184,50 punktu (średnia na jednego zawodnika: 36,90 punktu), zajął trzecie miejsce, przegrywając jedynie z drużyną włoską i węgierską.